# Anders Christiansen
Anders Bleg Christiansen (* 8. června 1990 Kodaň) je dánský fotbalista, záložník, v současnosti hráč Malmö FF. S dánskou reprezentací získal bronzovou medaili na mistrovství Evropy v roce 2021, byť do bojů na turnaji nezasáhl. Za národní tým hraje od roku 2014, naposledy reprezentoval v roce 2021, celkem si ke květnu 2024 připsal 6 reprezentačních startů. Odehrál též 10 zápasů za jednadvacítku, za niž dal i tři branky. Na klubové úrovni působil v Lygby BK (2008–2012), FC Nordsjælland (2012–2015), AC ChievoVerona (2015–2016), KAA Gent (2018) a Malmö FF (2016–2017, od 2018). S Malmö se stal pětkrát mistrem Švédska (2016, 2017, 2020, 2021, 2023) a dvakrát získal švédský pohár (2021–22, 2023–24). Dvakrát byl vyhlášen nejlepším hráčem švédské ligy (2017, 2020). V roce 2023 se mu udělalo nevolno na tréninku, byl převezen do nemocnice, kde mu byl do těla vpraven přístroj hlídající srdeční arytmie (kardioveter-defibrilátor).